# Hongqi L5
El Hongqi L5 és un gran cotxe de luxe estil retro el disseny del qual està inspirat en el Hongqi CA770, i que serveix com a vehicle insígnia de Hongqi per al mercat de l'automòbil xinés. Té una longitud de 5.555 mm, sent cinc un número de la sort en la cultura xinesa.
Llançat el 2013 al Saló de l'Automòbil de Xangai, el L5 fou conegut per ser el cotxe de fabricació xinesa més car que s'havia pogut comprar mai, amb un preu de 5 milions de renminbi (800.000 dòlars EUA, 580.000 lliures esternilnes). És el cotxe d'estat de la Xina, ja que és utilitzat pel secretari general del Partit Comunista Xi Jinping, i també es mostra com un símbol del poder.
El L5 s'ha exportat a Belarús mitjançant donacions, i l'exèrcit belarús l'utilitza com a cotxe de desfilada, debutant per primera vegada a la desfilada del Dia de la Victòria de Minsk de 2015.
El 2016 Hongqi va anunciar una versió V8 del L5, impulsada per un V8 doble turbo de 4.0 litres que produïa 381 cavalls de potència amb una automàtica de huit velocitats. El model V12 està designat com a CA7600 i la versió V8 com a CA7400, que es va llançar el 2017.